# Heterogramma
Heterogramma là một chi bướm đêm thuộc họ Erebidae.